# Marzia Kjellberg
Marzia Kjellberg geborene Bisognin (* 21. Oktober 1992 in Vicenza) ist eine italienische Internet-Persönlichkeit und ehemalige Webvideoproduzentin.

## Öffentlichkeit

### YouTube
Hauptsächlich ist Marzia Kjellberg durch ihre englischen Videos auf ihrem YouTube-Kanal Marzia bekannt, einem der populärsten Mode- und Make-up-orientierten YouTube-Kanäle der Welt, dessen Videos sich unter anderem auch um Kochen, Vlogs, Hauls, DIY und Let’s Plays drehen.
Der Kanal CutiePieMarzia wurde am 16. Januar 2012 gegründet und war Gründungsmitglied bei Revelmode, einem Netzwerk ihres Ehemannes Felix Kjellberg (PewDiePie), das 2017 geschlossen wurde. Mit über sieben Millionen Abonnenten ist ihr Kanal momentan auf dem zweiten Platz der meistabonnierten YouTube-Kanäle Italiens. 2020 wurde sie von dem Bassist Davie504 überholt. Anfang 2017 wurde der Kanal in Marzia umbenannt. Im Oktober 2018 gab Marzia bekannt, dass sie damit aufhöre, Videos zu produzieren, um andere Lebensziele weiterzuverfolgen.

### Sonstiges
Kjellberg vertonte eine Computerspielfigur in PewDiePie: Legend of the Brofist. Sie war Testimonial in mehreren Werbespots, so für den Horrorfilm Katakomben und die ABC-Fernsehserie Selfie.

## Privates
Marzia Kjellberg lebt zusammen mit ihrem Ehemann Felix Kjellberg (PewDiePie). Das Paar heiratete 2019, nachdem beide ab 2011 in einer Beziehung waren. Seit Mai 2022 wohnen Marzia und Felix Kjellberg in Japan. Am 11. Juli 2023 gebar sie ihren Sohn Björn.

## Werke
- Dream House: A Novel by CutiePieMarzia, Atria/Keywords Press, 5. April 2016, ISBN 1-5011-3526-0.